# スヴァルナ・ジャヤンティ・ラージダーニー急行
スヴァルナ・ジャヤンティー・ラージダーニー急行 (स्वर्ण जयंती एक्सप्रेस) 、あるいはアフマダーバード・ラージダーニー急行は、インドの首都デリーのニューデリー駅から、グジャラート州の州都アフマダーバードまでを結ぶ、インド国有鉄道の特急列車である。

## 運行データ
- 路線距離：934km
- 軌間：1676mm (広軌)
- 停車駅数：6駅（起終点駅含む）
- 列車番号（上り/下り）：2957 / 2958
- 上り運行日：火曜日、木曜日、日曜日
- 下り運行日：月曜日、水曜日、金曜日

## 運行表
| 駅名                              | 路線距離 | 2957 （上り） | 2958 （下り） | 所在地             | 所在地 |
| --------------------------------- | -------- | ------------- | ------------- | ------------------ | ------ |
| ニューデリー駅 (New Delhi)        | --       | ↑07:50 着     | ↓19:35 発     | デリー首都圏       |        |
| デリー駐屯地駅 (Delhi Cantonment) | 19km     | 07:20 07:22   | 20:00 20:02   | デリー首都圏       |        |
| ジャイプル駅 (Jaipur)             | 308km    | 02:40 02:50   | 00:40 00:45   | ラージャスターン州 |        |
| アジュメール駅 (Ajmer)            | 442km    | 00:40 00:45   | 02:40 02:45   | ラージャスターン州 |        |
| アーブー・ロード駅 (Abu Road)     | 749km    | 20:25 20:35   | 06:30 06:40   | ラージャスターン州 |        |
| アフマダーバード駅 (Ahmedabad)    | 934km    | ↑17:35 発     | ↓10:00 着     | グジャラート州     |        |